# Michael Gruskoff
Michael Gruskoff (Nueva York, 27 de agosto de 1935) es un productor de cine estadounidense.

## Vida y carrera
Nacido en una familia judía, Gruskoff comenzó su carrera en la sala de correo de Nueva York de la Agencia William Morris y luego tomó un trabajo en Creative Management Associates, donde representó a Dennis Hopper, Peter Fonda, Robert Redford, Natalie Wood, Faye Dunaway, James Coburn, Steve McQueen, Peter Sellers, Al Ruddy e Irwin Winkler. Aunque Ned Tanen de Universal Picturesle pidió que creara y dirigiera una división cinematográfica independiente, en cambio aceptó un contrato de producción de tres películas. Trabajando con Douglas Trumbull, Michael Cimino, Sam Shepard y Steven Bochco, desarrolló de forma independiente tres guiones de bajo presupuesto: The Last Movie, Silent Running y Conquering Horse, un guion en idioma sioux que nunca llegó al cine pero fue el precursor de Dances. con lobos. En 1974, produjo Young Frankenstein, gracias a su relación anterior con Mel Brooks, con quien trabajó en William Morris, y Mike Medavoy, con quien trabajó en CMA. En 1999, Nick Wechsler y Keith Addis lo contrataron para trabajar para su compañía de producción, Industry Entertainment, como productor interno y mentor de sus productores junior, incluidos Geyer Kosinski, David Seltzer, Margaret Riley, Rosalie Swedlin, Julia Chasman, Marc Evans y David Carmel.
Gruskoff ganó un premio Cesar por la película Quest for Fire.

## Filmografía

### Como productor
- Carrera silenciosa (1972)
- El jovencito Frankenstein (1974)
- Rafferty y los gemelos Gold Dust (1975)
- La dama de la suerte (1975)
- Nosferatu el vampiro (1979)
- Mi año favorito (1982)
- Hasta septiembre (1984)
- Amor en juego (1987)
- Artículo 99 (1992)
- Preludio de un beso (1992)
- El gato con botas (2006)

### Como productor ejecutivo
- La última película (1971)
- Búsqueda de fuego (1981)
- Cadillac rosado (1989)
- Vivaldi (2006)